# Balantiopteryx io
Balantiopteryx io — один з видів мішкокрилих кажанів родини Emballonuridae.

## Поширення
Країни поширення: Гватемала, Беліз, Мексика. Мешкає від низовини до 500 м. Цей вид може бути знайдений в напівлистопадних або вічнозелених лісах. Лаштує сідала в досить темних великих, вапнякових печерах. Колонії можуть налічувати до 50 особин. Активність починається після заходу сонця, пізніше, ніж споріднені види. Вагітні самиці були записані в період з березня по липень.

## Загрози та охорона
Загрозами є втрата середовища проживання і вандалізм в печерах. Зустрічається в деяких охоронних територіях у Мексиці.